# Список Героев Советского Союза (Ткаченко — Трубачёв)
В настоящем списке представлены в алфавитном порядке все Герои Советского Союза, чьи фамилии начинаются с буквы «Т» (всего 492 человека, из них двое удостоены звания дважды). Список содержит даты Указов Президиума Верховного Совета СССР о присвоении звания, информацию о роде войск, должности и воинском звании Героев на дату представления к присвоению звания Героя Советского Союза, годах их жизни.
- Персиковым цветом  в таблице выделены Герои, удостоенные звания дважды и более раз.
- Серым цветом  в таблице выделены Герои, представленные к званию посмертно.

| Навигационная таблица | Навигационная таблица                |
| --------------------- | ------------------------------------ |
| «Т»                   | Тавадзе Давид — Терешкова Валентина  |
| «Т»                   | Терещенко Василий — Ткаченко Василий |
| «Т»                   | Ткаченко Владимир — Трубачёв Василий |
| «Т»                   | Трубаченко Василий — Тященко Гавриил |

| № п/п | Фамилия Имя Отчество                                                                           | Дата Указа | Род войск    | Должность | Звание                                 | Годы жизни              | БС ГС НЛ                        |
| ----- | ---------------------------------------------------------------------------------------------- | ---------- | ------------ | --- | -------------------------------------- | ----------------------- | ------------------------------- |
| 243   | Ткаченко Владимир Матвеевич укр. Ткаченко Володимир Матвійович                                 | 06.04.1945 | генерал      | начальник инженерных войск и заместитель командующего по инженерным войскам 8-й гвардейской армии 1-го Белорусского фронта | гвардии генерал-майор инженерных войск | 02.01.1903 — 13.05.1983 | [ БС 1 ] [ ГС 1 ] [ НЛ 1 ]      |
| 244   | Ткаченко Григорий Тихонович                                                                    | 25.08.1944 | пехота       | курсант учебного батальона 8-го армейского запасного стрелкового полка 38-й армии 1-го Украинского фронта | ефрейтор                               | 10.11.1923 — 18.01.1944 | [ БС 1 ] [ ГС 2 ] [ НЛ 2 ]      |
| 245   | Ткаченко Григорий Трофимович                                                                   | 27.06.1945 | десантники   | командир пулемётного взвода 23-го гвардейского воздушно-десантного полка 9-й гвардейской воздушно-десантной дивизии 5-й гвардейской армии 1-го Украинского фронта                                                                      | гвардии лейтенант                      | 03.04.1916 — 28.08.1983 | [ БС 2 ] [ ГС 3 ] [ НЛ 3 ]      |
| 246   | Ткаченко Иван Васильевич укр. Ткаченко Іван Васильович                                         | 24.03.1945 | пехота       | командир пулемётного отделения 1-го стрелкового полка 99-й стрелковой дивизии 46-й армии 2-го Украинского фронта | младший сержант                        | 25.10.1924 — 05.12.1944 | [ БС 3 ] [ ГС 4 ] [ НЛ 4 ]      |
| 247   | Ткаченко Иван Филиппович                                                                       | 19.04.1945 | артиллерия   | начальник разведки артиллерийского дивизиона 22-го гвардейского артиллерийского полка 3-й гвардейской стрелковой дивизии 2-й гвардейской армии 3-го Белорусского фронта                                                                | гвардии лейтенант                      | 15.03.1916 — 18.04.1945 | [ БС 3 ] [ ГС 5 ] [ НЛ 5 ]      |
| 248   | Ткаченко Илья Иванович укр. Ткаченко Ілля Іванович                                             | 19.04.1945 | пехота       | командир штурмовой роты 550-го стрелкового полка 126-й стрелковой дивизии 43-й армии 3-го Белорусского фронта | старший лейтенант                      | 22.07.1914 — 10.08.1979 | [ БС 3 ] [ ГС 6 ] [ НЛ 6 ]      |
| 249   | Ткаченко Илья Иванович укр. Ткаченко Ілля Іванович                                             | 19.03.1944 | артиллерия   | командир миномётного взвода 78-го гвардейского стрелкового полка 25-й гвардейской стрелковой дивизии 6-й армии Юго-Западного фронта | гвардии лейтенант                      | 1924 — 27.09.1943       | [ БС 3 ] [ ГС 7 ] [ НЛ 7 ]      |
| 250   | Ткаченко Михаил Николаевич бел. Ткачэнка Міхаіл Мікалаевіч                                     | 13.04.1944 | авиация      | командир звена 210-го штурмового авиационного полка 230-й штурмовой авиационной дивизии 4-й воздушной армии Отдельной Приморской армии                                                                                                 | лейтенант                              | 28.08.1922—09.03.1948   | [ БС 3 ] [ ГС 8 ] [ НЛ 8 ]      |
| 251   | Ткаченко Никанор Корнеевич укр. Ткаченко Никанор Корнійович                                    | 24.03.1945 | комиссар     | заместитель по политической части командира 211-го гвардейского стрелкового полка 73-й гвардейской стрелковой дивизии 57-й армии 3-го Украинского фронта                                                                               | гвардии майор                          | 14.08.1912—19.11.1944   | [ БС 3 ] [ ГС 9 ] [ НЛ 9 ]      |
| 252   | Ткаченко Пётр Тимофеевич укр. Ткаченко Петро Тимофійович                                       | 22.02.1944 | пехота       | командир отделения 1118-го стрелкового полка 333-й стрелковой дивизии 6-й армии 3-го Украинского фронта | красноармеец                           | 09.05.1914—15.05.1946   | [ БС 3 ] [ ГС 10 ] [ НЛ 10 ]    |
| 253   | Ткаченко Платон Петрович укр. Ткаченко Платон Петрович                                         | 27.12.1941 | танкист      | командир танка 10-го танкового полка 10-й танковой бригады 38-й армии Юго-Западного фронта | младший сержант                        | 1915 — 10.06.1944       | [ БС 3 ] [ ГС 11 ] [ НЛ 11 ]    |
| 254   | Ткаченко Яков Тарасович                                                                        | 29.06.1945 | пехота       | заместитель командира батальона 1336-го стрелкового полка 319-й стрелковой дивизии 43-й армии 3-го Белорусского фронта | капитан                                | 15.07.1906 — 15.10.1979 | [ БС 4 ] [ ГС 12 ] [ НЛ 12 ]    |
| 255   | Ткачук Иван Алексеевич укр. Ткачук Іван Олексійович                                            | 10.04.1945 | танкист      | командир 126-го танкового полка 17-й гвардейской механизированной бригады 6-го гвардейского механизированного корпуса 4-й танковой армии 1-го Украинского фронта                                                                       | майор                                  | 24.02.1919 — 04.02.1945 | [ БС 5 ] [ ГС 13 ] [ НЛ 13 ]    |
| 256   | Тоболенко Михаил Николаевич                                                                    | 22.07.1944 | авиация      | командир звена 15-го отдельного разведывательного авиационного полка ВВС Балтийского флота | лейтенант                              | 05.07.1922 — 07.04.1945 | [ БС 5 ] [ ГС 14 ] [ НЛ 14 ]    |
| 257   | Товпеко Александр Григорьевич (Толпеко Александр Григорьевич) бел. Таўпека Аляксандр Рыгоравіч | 21.07.1944 | артиллерия   | командир миномётного расчёта 133-го стрелкового полка 72-й стрелковой дивизии 21-й армии Ленинградского фронта | старшина                               | 1907 — 22.06.1944       | [ БС 5 ] [ ГС 15 ] [ НЛ 15 ]    |
| 258   | Товстухо Василий Иванович (Толстухо Василий Иванович)                                          | 24.03.1945 | комиссар     | комсорг 156-го гвардейского стрелкового полка 51-й гвардейской стрелковой дивизии 6-й гвардейской армии 1-го Прибалтийского фронта | гвардии старший лейтенант              | 20.12.1920 — 14.03.1944 | [ БС 6 ] [ ГС 16 ] [ НЛ 16 ]    |
| 259   | Тогузов Каурбек Темболатович (Тогузов Каурбек Тембулатович) осет. Тогуызты Хъауырбег           | 21.09.1943 | артиллерия   | командир орудия 138-го гвардейского артиллерийского полка 67-й гвардейской стрелковой дивизии 6-й гвардейской армии Воронежского фронта                                                                                                | гвардии старший сержант                | 21.12.1919 — 16.08.2009 | [ БС 5 ] [ ГС 17 ] [ НЛ 17 ]    |
| 260   | Токарев Василий Фёдорович                                                                      | 22.08.1944 | артиллерия   | наводчик орудия 220-го гвардейского истребительно-противотанкового артиллерийского полка РГК в составе 48-й армии 1-го Белорусского фронта                                                                                             | гвардии младший сержант                | 19.08.1913 — 04.07.1944 | [ БС 5 ] [ ГС 18 ] [ НЛ 18 ]    |
| 261   | Токарев Егор Акимович (Токарев Георгий Акимович) укр. Токарєв Єгор (Георгій) Якимович          | 20.12.1943 | пехота       | разведчик 11-й гвардейской отдельной мотострелковой разведывательной роты 14-й гвардейской стрелковой дивизии 57-й армии Степного фронта                                                                                               | гвардии красноармеец                   | 19.04.1914 — 31.12.1998 | [ БС 5 ] [ ГС 19 ] [ НЛ 19 ]    |
| 262   | Токарев Моисей Степанович укр. Токарєв Мойсей Степанович                                       | 13.12.1942 | авиация      | командир 862-го истребительного авиационного полка 217-й истребительной авиационной дивизии 4-й воздушной армии Закавказского фронта                                                                                                   | майор                                  | 09.11.1913 — 08.07.1943 | [ БС 5 ] [ ГС 20 ] [ НЛ 20 ]    |
| 263   | Токарев Николай Александрович                                                                  | 21.04.1940 | авиация      | командир эскадрильи 1-го минно-торпедного авиационного полка 63-й истребительной авиационной бригады ВВС Балтийского флота | майор                                  | 13.04.1907 — 30.01.1944 | ——                              |
| 264   | Токарев Сергей Дмитриевич                                                                      | 03.02.1940 | —            | 2-й механик ледокольного парохода «Георгий Седов» Главного управления Северного морского пути | —                                      | 06.09.1906 — 07.10.1996 | ——                              |
| 265   | Токарев Степан Кириллович укр. Токарєв Степан Кирилович                                        | 24.03.1945 | пехота       | командир пулемётного расчёта 616-го стрелкового полка 194-й стрелковой дивизии 48-й армии 1-го Белорусского фронта | старший сержант                        | 25.06.1922 — 22.06.1996 | [ БС 8 ] [ ГС 23 ] [ НЛ 21 ]    |
| 266   | Токаренко Михаил Кузьмич                                                                       | 10.04.1945 | авиация      | штурман 153-го гвардейского истребительного авиационного полка 12-й гвардейской истребительной авиационной дивизии 1-го гвардейского штурмового авиационного корпуса 2-й воздушной армии 1-го Украинского фронта                       | гвардии капитан                        | 04.02.1919 — 03.03.1984 | [ БС 8 ] [ ГС 24 ] [ НЛ 22 ]    |
| 267   | Токарликов Никита Евдокимович                                                                  | 24.03.1945 | артиллерия   | командир орудия 1971-го истребительно-противотанкового артиллерийского полка 45-й истребительно-противотанковой артиллерийской бригады РГК в составе 51-й армии 1-го Прибалтийского фронта                                             | сержант                                | 1918 — 18.08.1944       | [ БС 8 ] [ ГС 25 ] [ НЛ 23 ]    |
| 268   | Токатаев Рахимжан Токатаевич каз. Тоқатаев Рақымжан Тоқатайұлы                                 | 29.06.1945 | артиллерия   | наводчик орудия 1672-го истребительно-противотанкового артиллерийского полка РГК в составе 38-й армии 4-го Украинского фронта | сержант                                | 05.01.1923 — 03.12.2011 | [ БС 8 ] [ ГС 26 ] [ НЛ 24 ]    |
| 269   | Токмаков Евгений Петрович                                                                      | 13.04.1944 | авиация      | заместитель командира эскадрильи 72-го отдельного разведывательного авиационного полка 6-й воздушной армии Северо-Западного фронта | капитан                                | 29.09.1916 — 04.08.2010 | [ БС 8 ] [ ГС 27 ] [ НЛ 25 ]    |
| 270   | Токмаков Яков Герасимович                                                                      | 29.06.1945 | пехота       | командир роты 562-го стрелкового полка 165-й стрелковой дивизии 70-й армии 2-го Белорусского фронта | старший лейтенант                      | 01.05.1913 — 24.10.1966 | [ БС 9 ] [ ГС 28 ] [ НЛ 26 ]    |
| 271   | Токмин Иван Климентьевич                                                                       | 01.11.1943 | пехота       | заместитель командира батальона 5-го отдельного штурмового батальона 3-го Украинского фронта | гвардии капитан                        | 1909 — 24.10.1943       | [ БС 10 ] [ ГС 29 ] [ НЛ 27 ]   |
| 272   | Токуев Григорий Аркадьевич                                                                     | 15.08.1944 | партизан     | активный участник партизанской борьбы в Белоруссии, командир 78-го диверсионного партизанского отряда 125-й Копаткевичской партизанской бригады                                                                                        | —                                      | 23.10.1917 — 14.09.1995 | [ БС 10 ] [ ГС 30 ] [ НЛ 28 ]   |
| 273   | Толбухин Фёдор Иванович                                                                        | 07.05.1965 | маршал       | за умелое командование войсками во время Великой Отечественной войны | Маршал Советского Союза                | 16.06.1894 — 17.10.1949 | ——                              |
| 274   | Толкачёв Василий Андреевич                                                                     | 27.08.1943 | пехота       | командир роты 12-го гвардейского стрелкового полка 5-й гвардейской стрелковой дивизии 11-й гвардейской армии Западного фронта | гвардии лейтенант                      | 1922 — 13.01.1944       | [ БС 10 ] [ ГС 32 ] [ НЛ 29 ]   |
| 275   | Толкачёв Григорий Васильевич                                                                   | 16.10.1943 | пехота       | командир батальона 203-го гвардейского стрелкового полка 70-й гвардейской стрелковой дивизии 13-й армии Центрального фронта | гвардии капитан                        | 26.12.1919 — 15.11.1943 | [ БС 10 ] [ ГС 33 ] [ НЛ 30 ]   |
| 276   | Толкачёв Михаил Фёдорович бел. Талкачоў Міхаіл Фёдаравіч                                       | 31.05.1945 | артиллерия   | командир батареи 185-го отдельного истребительно-противотанкового дивизиона 171-й стрелковой дивизии 3-й ударной армии 1-го Белорусского фронта                                                                                        | старший лейтенант                      | 30.06.1922 — 10.11.1998 | [ БС 10 ] [ ГС 34 ] [ НЛ 31 ]   |
| 277   | Толмачёв Александр Фёдорович                                                                   | 24.07.1943 | авиация      | штурман 5-го гвардейского минно-торпедного авиационного полка 63-й авиационной бригады ВВС Черноморского флота | гвардии майор                          | 16.06.1913 — 19.11.1979 | [ БС 11 ] [ ГС 35 ] [ НЛ 32 ]   |
| 278   | Толмачёв Алексей Емельянович                                                                   | 22.07.1944 | пехота       | разведчик 213-го гвардейского стрелкового полка 71-й гвардейской стрелковой дивизии 6-й гвардейской армии 1-го Прибалтийского фронта                                                                                                   | гвардии красноармеец                   | 01.05.1925 — 24.06.1944 | [ БС 12 ] [ ГС 36 ] [ НЛ 33 ]   |
| 279   | Толмачёв Григорий Иванович                                                                     | 24.03.1945 | инженер      | командир сапёрного взвода 453-го стрелкового полка 78-й стрелковой дивизии 27-й армии 2-го Украинского фронта | сержант                                | 30.01.1909 — 30.01.1990 | [ БС 12 ] [ ГС 37 ] [ НЛ 34 ]   |
| 280   | Толмачёв Михаил Иванович                                                                       | 24.03.1945 | пехота       | наводчик станкового пулемёта 40-го гвардейского стрелкового полка 11-й гвардейской стрелковой дивизии 11-й гвардейской армии 3-го Белорусского фронта                                                                                  | гвардии старший сержант                | 05.09.1909 — 29.10.1944 | [ БС 12 ] [ ГС 38 ] [ НЛ 35 ]   |
| 281   | Толмачёв Николай Павлович                                                                      | 07.04.1940 | артиллерия   | командир батареи 291-го лёгкого артиллерийского полка 136-й стрелковой дивизии 13-й армии Северо-Западного фронта | лейтенант                              | 22.02.1917 — 10.03.1988 | [ БС 12 ] [ ГС 39 ] [ НЛ 36 ]   |
| 282   | Толокнов Борис Андреевич                                                                       | 31.05.1945 | пехота       | командир пулемётной роты 899-го стрелкового полка 248-й стрелковой дивизии 5-й ударной армии 1-го Белорусского фронта | капитан                                | 08.06.1922 — 02.02.1945 | [ БС 12 ] [ ГС 40 ] [ НЛ 37 ]   |
| 283   | Толстиков Василий Васильевич                                                                   | 24.03.1945 | пехота       | заместитель командира батальона 945-го стрелкового полка 262-й стрелковой дивизии 39-й армии 3-го Белорусского фронта | старший лейтенант                      | 27.10.1916 — 25.05.1987 | [ БС 12 ] [ ГС 41 ] [ НЛ 38 ]   |
| 284   | Толстиков Евгений Иванович                                                                     | 29.08.1955 | учёные       | заместитель начальника Главного Северного морского пути | —                                      | 09.02.1913 — 03.12.1987 | ——                              |
| 285   | Толстиков Павел Фёдорович бел. Тоўсцікаў Павел Фёдаравіч                                       | 05.05.1945 | генерал      | командир 1-й гвардейской стрелковой дивизии 11-й гвардейской армии 3-го Белорусского фронта | гвардии генерал-майор                  | 26.10.1904 — 24.04.1985 | [ БС 13 ] [ ГС 43 ] [ НЛ 39 ]   |
| 286   | Толстов Валентин Яковлевич                                                                     | 28.04.1945 | танкист      | командир орудия танка З6-й гвардейской танковой бригады 4-го гвардейского механизированного корпуса 7-й гвардейской армии 2-го Украинского фронта                                                                                      | гвардии старший сержант                | 20.01.1926 — 07.10.2002 | [ БС 6 ] [ ГС 44 ] [ НЛ 40 ]    |
| 287   | Толстов Василий Никанорович                                                                    | 17.11.1943 | пехота       | командир отделения 1339-го стрелкового полка 318-й стрелковой дивизии 18-й армии Северо-Кавказского фронта | младший сержант                        | 06.12.1923 — 23.07.1984 | [ БС 6 ] [ ГС 45 ] [ НЛ 41 ]    |
| 288   | Толстов Пётр Егорович                                                                          | 07.04.1940 | артиллерия   | командир орудия 40-го артиллерийского полка 4-й стрелковой дивизии 13-й армии Северо-Западного фронта | младший командир                       | 14.10.1917 — 08.06.1986 | [ БС 6 ] [ ГС 46 ] [ НЛ 42 ]    |
| 289   | Толстой Иван Федосеевич укр. Толстой Іван Федосійович                                          | 31.05.1945 | артиллерия   | командир дивизиона 1015-го артиллерийского полка 397-й стрелковой дивизии 61-й армии 1-го Белорусского фронта | майор                                  | 03.08.1920 — 17.09.1982 | [ БС 6 ] [ ГС 47 ] [ НЛ 43 ]    |
| 290   | Толстой Степан Калистратович                                                                   | 23.10.1943 | пехота       | командир роты 569-го стрелкового полка 161-й стрелковой дивизии 40-й армии Воронежского фронта | лейтенант                              | 22.11.1921 — 04.04.1962 | [ БС 6 ] [ ГС 48 ] [ НЛ 44 ]    |
| 291   | Толстухин Николай Иванович                                                                     | 29.06.1945 | пехота       | командир 85-го гвардейского стрелкового полка 32-й гвардейской стрелковой дивизии 2-й гвардейской армии 3-го Белорусского фронта | гвардии подполковник                   | 24.04.1915 — 09.02.1987 | [ БС 6 ] [ ГС 49 ] [ НЛ 45 ]    |
| 292   | Толстых Василий Павлович                                                                       | 24.03.1945 | артиллерия   | командир батареи 1438-го самоходного артиллерийского полка 18-го танкового корпуса 53-й армии 2-го Украинского фронта | лейтенант                              | 12.07.1917 — 26.06.1995 | [ БС 14 ] [ ГС 50 ] [ НЛ 46 ]   |
| 293   | Томаров Василий Александрович                                                                  | 23.02.1945 | авиация      | командир звена 872-го штурмового авиационного полка 281-й штурмовой авиационной дивизии 13-й воздушной армии Ленинградского фронта | лейтенант                              | 12.02.1921 — 05.01.2004 | [ БС 15 ] [ ГС 51 ] [ НЛ 47 ]   |
| 294   | Томасевич Пётр Васильевич                                                                      | 24.03.1945 | пехота       | командир взвода 795-го стрелкового полка 228-й стрелковой дивизии 53-й армии 2-го Украинского фронта | старший сержант                        | 08.04.1924 — 23.02.1984 | [ БС 15 ] [ ГС 52 ] [ НЛ 48 ]   |
| 295   | Томашевич Николай Николаевич бел. Тамашэвіч Мікалай Мікалаевіч                                 | 26.08.1944 | танкист      | командир танка 7-й гвардейской отдельной танковой бригады 8-й армии Ленинградского фронта | гвардии младший лейтенант              | 13.05.1921 — 23.09.1983 | [ БС 15 ] [ ГС 53 ] [ НЛ 49 ]   |
| 296   | Томашевский Иван Герасимович бел. Тамашэўскі Іван Герасімавіч                                  | 13.04.1944 | авиация      | штурман звена 25-го гвардейского ночного бомбардировочного авиационного полка 2-й гвардейской ночной бомбардировочной авиационной дивизии 8-й воздушной армии 4-го Украинского фронта                                                  | гвардии старший лейтенант              | 25.11.1918 — 12.12.1994 | [ БС 15 ] [ ГС 54 ] [ НЛ 50 ]   |
| 297   | Томашевский Казимир Адамович пол. Tomaszewski Kazimir Adamowicz                                | 31.05.1945 | пехота       | командир мотострелкового батальона 21-й гвардейской механизированной бригады 8-го гвардейского механизированного корпуса 1-й гвардейской танковой армии 1-го Белорусского фронта                                                       | гвардии капитан                        | 01.11.1914 — 11.04.1983 | [ БС 15 ] [ ГС 55 ] [ НЛ 51 ]   |
| 298   | Томжевский Валентин Станиславович укр. Томжевський Валентин Станіславович                      | 03.06.1944 | артиллерия   | командир миномётного взвода 667-го стрелкового полка 218-й стрелковой дивизии 47-й армии Воронежского фронта | лейтенант                              | 12.04.1923 — 20.11.2001 | [ БС 16 ] [ ГС 56 ] [ НЛ 52 ]   |
| 299   | Томилин Леонид Филиппович                                                                      | 22.02.1944 | артиллерия   | командир батареи 791-го артиллерийского полка 254-й стрелковой дивизии 52-й армии 2-го Украинского фронта | старший лейтенант                      | 22.03.1922 — 06.07.1993 | [ БС 17 ] [ ГС 57 ] [ НЛ 53 ]   |
| 300   | Томилин Павел Николаевич                                                                       | 15.01.1944 | пехота       | помощник командира взвода 1321-го стрелкового полка 415-й стрелковой дивизии 61-й армии Центрального фронта | сержант                                | 04.10.1919 — 12.12.1943 | [ БС 17 ] [ ГС 58 ] [ НЛ 54 ]   |
| 301   | Томилов Арсентий Тимофеевич                                                                    | 10.01.1944 | пехота       | стрелок 1318-го стрелкового полка 163-й стрелковой дивизии 40-й армии Воронежского фронта | красноармеец                           | 20.12.1898 — 23.01.1980 | [ БС 17 ] [ ГС 59 ] [ НЛ 55 ]   |
| 302   | Томиловский Георгий Сергеевич бел. Тамілоўскі Георгій Сяргеевіч                                | 16.10.1943 | пехота       | командир 151-го стрелкового полка 8-й стрелковой дивизии 13-й армии Центрального фронта | полковник                              | 03.07.1913 — 01.09.1990 | [ БС 17 ] [ ГС 60 ] [ НЛ 56 ]   |
| 303   | Томиловских Виталий Васильевич                                                                 | 24.03.1945 | пехота       | командир отделения 885-го стрелкового полка 290-й стрелковой дивизии 50-й армии 2-го Белорусского фронта | сержант                                | 10.03.1911 — 12.04.1986 | [ БС 17 ] [ ГС 61 ] [ НЛ 57 ]   |
| 304   | Томко Егор Андреевич бел. Тамко Ягор Андрэевіч                                                 | 04.11.1978 | морской флот | командир 11-й дивизии атомных подводных лодок Северного флота | капитан 1-го ранга                     | 03.08.1935 — 01.04.2008 | ——                              |
| 305   | Томский Алексей Арсентьевич                                                                    | 24.03.1945 | пехота       | командир взвода роты автоматчиков 950-го стрелкового полка 262-й стрелковой дивизии 39-й армии З-го Белорусского фронта | сержант                                | 12.03.1924 — 03.03.1944 | [ БС 17 ] [ ГС 63 ] [ НЛ 58 ]   |
| 306   | Тонконог Иван Власович укр. Тонконог Іван Власович                                             | 24.03.1945 | пехота       | командир взвода 33-го гвардейского стрелкового полка 11-й гвардейской стрелковой дивизии 11-й гвардейской армии 3-го Белорусского фронта                                                                                               | гвардии старший сержант                | 13.08.1913 — 18.07.1944 | [ БС 17 ] [ ГС 64 ] [ НЛ 59 ]   |
| 307   | Топаллер Анатолий Семёнович                                                                    | 19.05.1940 | авиация      | командир эскадрильи 3-го лёгкого бомбардировочного авиационного полка ВВС 8-й армии | капитан                                | 13.11.1911 — 16.01.1996 | ——                              |
| 308   | Топвалдыев Мамадали узб. Topivoldiyev Mamadali                                                 | 15.08.1944 | партизан     | активный участник партизанской борьбы в Белоруссии, командир отделения разведки 5-го партизанского отряда партизанской бригады «Чекист» Могилёвской области                                                                            | —                                      | 20.09.1919 — 07.05.1969 | [ БС 19 ] [ ГС 66 ] [ НЛ 60 ]   |
| 309   | Топольников Николай Никитич укр. Топольников Микола Микитович                                  | 17.11.1943 | артиллерия   | командир миномётного взвода 1339-го стрелкового полка 318-й стрелковой дивизии 18-й армии Северо-Кавказского фронта | лейтенант                              | 01.12.1918 — 21.04.1998 | [ БС 19 ] [ ГС 67 ] [ НЛ 61 ]   |
| 310   | Топольский Арсентий Моисеевич укр. Топольський Арсентій Мойсейович                             | 10.01.1944 | пехота       | старший адъютант мотострелкового батальона 11-й мотострелковой бригады 10-го танкового корпуса 40-й армии Воронежского фронта | лейтенант                              | 1907 — 25.09.1943       | [ БС 19 ] [ ГС 68 ] [ НЛ 62 ]   |
| 311   | Топольский Виталий Тимофеевич                                                                  | 10.02.1942 | авиация      | адъютант эскадрильи 69-го истребительного авиационного полка Одесского оборонительного района Приморской армии | лейтенант                              | 05.05.1918 — 28.08.1941 | [ БС 19 ] [ ГС 69 ] [ НЛ 63 ]   |
| 312   | Топориков Иван Гаврилович                                                                      | 10.01.1944 | артиллерия   | командир отделения противотанковых ружей 15-го отдельного истребительно-противотанкового дивизиона 180-й стрелковой дивизии 38-й армии Воронежского фронта                                                                             | сержант                                | 1919 — 13.10.1943       | [ БС 19 ] [ ГС 70 ] [ НЛ 64 ]   |
| 313   | Топорков Андрей Дмитриевич                                                                     | 17.10.1943 | артиллерия   | командир отделения миномётной роты 231-го гвардейского стрелкового полка 75-й гвардейской стрелковой дивизии 60-й армии Центрального фронта                                                                                            | гвардии сержант                        | 12.07.1916 — 25.08.1972 | [ БС 19 ] [ ГС 71 ] [ НЛ 65 ]   |
| 314   | Топорков Иван Васильевич                                                                       | 22.02.1944 | инженер      | понтонёр 2-го гвардейского отдельного моторизированного понтонно-мостового батальона 4-й понтонно-мостовой бригады РГК в составе войск 8-й гвардейской армии 3-го Украинского фронта                                                   | гвардии старшина                       | 20.10.1916 — 07.12.1966 | [ БС 19 ] [ ГС 72 ] [ НЛ 66 ]   |
| 315   | Топорков Яков Николаевич                                                                       | 01.05.1943 | авиация      | штурман 686-го штурмового авиационного полка 206-й штурмовой авиационной дивизии 8-й воздушной армии Южного фронта | капитан                                | 14.05.1917 — 02.08.1944 | [ БС 19 ] [ ГС 73 ] [ НЛ 67 ]   |
| 316   | Торговцев Филипп Андреевич                                                                     | 24.03.1945 | артиллерия   | командир батареи 1326-го лёгкого артиллерийского полка 71-й лёгкой артиллерийской бригады 5-й гвардейской артиллерийской дивизии прорыва РГК в составе войск 2-го Украинского фронта                                                   | лейтенант                              | 15.06.1911 — 20.10.1944 | [ БС 20 ] [ ГС 74 ] [ НЛ 68 ]   |
| 317   | Торгунаков Пётр Филиппович                                                                     | 27.06.1945 | пехота       | помощник командира пулемётного взвода 50-го гвардейского стрелкового полка 15-й гвардейской стрелковой дивизии 5-й гвардейской армии 1-го Украинского фронта                                                                           | гвардии старший сержант                | 09.06.1924 — 10.01.2003 | [ БС 21 ] [ ГС 75 ] [ НЛ 69 ]   |
| 318   | Торжинский Иван Алексеевич укр. Торжинський Іван Олексійович                                   | 24.03.1945 | танкист      | командир роты танков Т-34 84-го танкового полка 63-й механизированной бригады 7-го механизированного корпуса 2-го Украинского фронта                                                                                                   | капитан                                | 22.12.1915 — 02.08.2000 | [ БС 21 ] [ ГС 76 ] [ НЛ 70 ]   |
| 319   | Торнев Иван Петрович                                                                           | 13.09.1944 | пехота       | командир отделения мотострелкового батальона 2-й механизированной бригады 5-го механизированного корпуса 6-й танковой армии 2-го Украинского фронта                                                                                    | старшина                               | 27.10.1916 — 27.01.1945 | [ БС 21 ] [ ГС 77 ] [ НЛ 71 ]   |
| 320   | Торопкин Алексей Георгиевич                                                                    | 24.03.1945 | пехота       | старший адъютант батальона 276-го стрелкового полка 77-й стрелковой дивизии 51-й армии 4-го Украинского фронта | капитан                                | 03.03.1920 — 23.12.1983 | [ БС 21 ] [ ГС 78 ] [ НЛ 72 ]   |
| 321   | Торопов Александр Фёдорович                                                                    | 18.05.1943 | пехота       | стрелок 78-го гвардейского стрелкового полка 25-й гвардейской стрелковой дивизии 6-й армии Юго-Западного фронта | гвардии красноармеец                   | 1923 — 27.05.1946       | [ БС 21 ] [ ГС 79 ] [ НЛ 73 ]   |
| 322   | Торопов Артемий Демидович                                                                      | 15.05.1946 | авиация      | штурман эскадрильи 20-го гвардейского бомбардировочного авиационного полка 13-й гвардейской бомбардировочной авиационной дивизии 2-го гвардейского бомбардировочного авиационного корпуса 18-й воздушной армии                         | гвардии капитан                        | 18.10.1915 — 26.04.2005 | [ БС 22 ] [ ГС 80 ] [ НЛ 74 ]   |
| 323   | Торопчин Николай Степанович                                                                    | 21.03.1940 | авиация      | командир 25-го истребительного авиационного полка 59-й истребительной авиационной бригады ВВС 7-й армии Северо-Западного фронта | майор                                  | 19.10.1904 — 07.05.1987 | [ БС 22 ] [ ГС 81 ] [ НЛ 75 ]   |
| 324   | Торцев Александр Григорьевич                                                                   | 22.02.1943 | пехота       | заместитель командира роты 112-го стрелкового полка 52-й стрелковой дивизии 14-й армии Карельского фронта | младший лейтенант                      | 18.05.1920 — 07.11.1941 | [ БС 22 ] [ ГС 82 ] [ НЛ 76 ]   |
| 325   | Торчигин Николай Андреевич                                                                     | 17.10.1943 | пехота       | командир роты 1035-го стрелкового полка 280-й стрелковой дивизии 60-й армии Центрального фронта | старший лейтенант                      | 12.10.1910 — 03.10.1943 | [ БС 22 ] [ ГС 83 ] [ НЛ 77 ]   |
| 326   | Тотмин Николай Яковлевич                                                                       | 22.07.1941 | авиация      | лётчик 158-го истребительного авиационного полка 39-й истребительной авиационной дивизии Ленинградского фронта | старшина                               | 19.12.1919 — 23.10.1942 | [ БС 22 ] [ ГС 84 ] [ НЛ 78 ]   |
| 327   | Тотмянин Дмитрий Филиппович                                                                    | 22.07.1944 | пехота       | разведчик 52-й гвардейской отдельной разведывательной роты 51-й гвардейской стрелковой дивизии 6-й гвардейской армии 1-го Прибалтийского фронта                                                                                        | гвардии старший сержант                | 20.09.1915 — 20.07.1944 | [ БС 22 ] [ ГС 85 ] [ НЛ 79 ]   |
| 328   | Тохтаров Тулеген каз. Тоқтаров Төлеген                                                         | 30.01.1943 | пехота       | автоматчик 23-го гвардейского стрелкового полка 8-й гвардейской стрелковой дивизии 3-й ударной армии Калининского фронта | гвардии красноармеец                   | 19.12.1921 — 10.02.1942 | [ БС 22 ] [ ГС 86 ] [ НЛ 80 ]   |
| 329   | Тощенко Викентий Никанорович                                                                   | 10.01.1944 | кавалерия    | помощник начальника штаба 5-го гвардейского кавалерийского полка 1-й гвардейской кавалерийской дивизии 1-го гвардейского кавалерийского корпуса Воронежского фронта                                                                    | гвардии капитан                        | 1910 — 26.09.1943       | [ БС 23 ] [ ГС 87 ] [ НЛ 81 ]   |
| 330   | Травкин Иван Васильевич                                                                        | 20.04.1945 | морской флот | командир подводной лодки «К-52» бригады подводных лодок Балтийского флота | капитан 3-го ранга                     | 30.08.1908 — 14.06.1985 | [ БС 24 ] [ ГС 88 ] [ НЛ 82 ]   |
| 331   | Травкин Иван Михайлович                                                                        | 22.07.1944 | пехота       | помощник командира взвода 938-го стрелкового полка 306-й стрелковой дивизии 43-й армии 1-го Прибалтийского фронта | старший сержант                        | 05.09.1922 — 05.04.1974 | [ БС 24 ] [ ГС 89 ] [ НЛ 83 ]   |
| 332   | Трайнин Пётр Афанасьевич                                                                       | 17.10.1943 | танкист      | механик-водитель танка Т-34 150-й танковой бригады 60-й армии Воронежского фронта | гвардии старшина                       | 18.06.1909 — 09.08.1978 | [ БС 24 ] [ ГС 90 ] [ НЛ 84 ]   |
| 333   | Трактаев Егор Иванович                                                                         | 24.03.1945 | пехота       | пулемётчик 1348-го стрелкового полка 399-й стрелковой дивизии 48-й армии 1-го Белорусского фронта | младший сержант                        | 08.03.1912 — 31.03.1945 | [ БС 24 ] [ ГС 91 ] [ НЛ 85 ]   |
| 334   | Трегубов Николай Михайлович                                                                    | 13.04.1944 | авиация      | командир эскадрильи 721-го истребительного авиационного полка 286-й истребительной авиационной дивизии 16-й воздушной армии Белорусского фронта                                                                                        | капитан                                | 06.12.1919 — 19.07.1950 | [ БС 24 ] [ ГС 92 ] [ НЛ 86 ]   |
| 335   | Тремасов Дмитрий Егорович                                                                      | 24.03.1945 | пехота       | командир пулемётного отделения 369-го стрелкового полка 212-й стрелковой дивизии 61-й армии 1-го Белорусского фронта | сержант                                | 30.07.1925 — 12.02.2011 | [ БС 24 ] [ ГС 93 ] [ НЛ 87 ]   |
| 336   | Трембач Константин Григорьевич укр. Трембач Костянтин Григорович                               | 10.04.1945 | танкист      | механик-водитель танка Т-34 100-й танковой бригады 31-го танкового корпуса 1-го Украинского фронта | старший сержант                        | 14.04.1920 — 10.10.1953 | [ БС 24 ] [ ГС 94 ] [ НЛ 88 ]   |
| 337   | Третьяк Иван Лукич укр. Третяк Іван Лукич                                                      | 28.04.1945 | танкист      | временно исполняющий должность командира 21-й гвардейской танковой бригады 5-го гвардейского танкового корпуса 6-й танковой армии 2-го Украинского фронта                                                                              | гвардии подполковник                   | 20.07.1906 — 13.09.1976 | [ БС 25 ] [ ГС 95 ] [ НЛ 89 ]   |
| 338   | Третьяк Иван Моисеевич укр. Третяк Іван Мойсейович                                             | 24.03.1945 | пехота       | командир батальона 93-го гвардейского стрелкового полка 29-й гвардейской стрелковой дивизии 10-й гвардейской армии 2-го Прибалтийского фронта                                                                                          | гвардии майор                          | 20.02.1923 — 03.05.2007 | [ БС 26 ] [ ГС 96 ] [ НЛ 90 ]   |
| 339   | Третьяков Николай Николаевич                                                                   | 24.03.1945 | танкист      | командир танка 36-й гвардейской танковой бригады 4-го гвардейского механизированного корпуса 3-го Украинского фронта | гвардии младший лейтенант              | 05.12.1916 — 26.03.1956 | [ БС 26 ] [ ГС 97 ] [ НЛ 91 ]   |
| 340   | Трещёв Константин Михайлович (Трещев Константин Михайлович)                                    | 02.08.1944 | авиация      | инструктор-лётчик управления истребительной авиации Главного управления боевой подготовки фронтовой авиации ВВС Красной Армии | капитан                                | 31.03.1922 — 30.09.2015 | [ БС 26 ] [ ГС 98 ] [ НЛ 92 ]   |
| 341   | Трибунский Алексей Евстафьевич                                                                 | 29.10.1943 | пехота       | стрелок 132-го гвардейского стрелкового полка 42-й гвардейской стрелковой дивизия 40-й армии Воронежского фронта | гвардии красноармеец                   | 25.03.1900 — 20.03.1958 | [ БС 26 ] [ ГС 99 ] [ НЛ 93 ]   |
| 342   | Трипольский Александр Владимирович укр. Трипольський Олександр Володимирович                   | 07.02.1940 | морской флот | командир подводной лодки С-1 бригады подводных лодок Балтийского флота флота | капитан-лейтенант                      | 12.12.1902 — 21.01.1949 | ——                              |
| 343   | Трифонов Александр Васильевич                                                                  | 30.10.1943 | инженер      | командир отделения 12-го отдельного сапёрного батальона 106-й стрелковой дивизии 65-й армии Центрального фронта | сержант                                | 02.11.1917 — 22.10.1943 | [ БС 26 ] [ ГС 101 ] [ НЛ 94 ]  |
| 344   | Трифонов Борис Павлович                                                                        | 21.03.1940 | авиация      | командир звена 58-го скоростного бомбардировочного авиационного полка 55-й скоростной бомбардировочной авиационной бригады ВВС 7-й армии Северо-Западного фронта                                                                       | старший лейтенант                      | 28.04.1915 — 29.04.1974 | [ БС 26 ] [ ГС 102 ] [ НЛ 95 ]  |
| 345   | Трифонов Иван Михайлович                                                                       | 10.04.1945 | пехота       | командир батальона 47-го стрелкового полка 15-й стрелковой дивизии 65-й армии 2-го Белорусского фронта | старший лейтенант                      | 24.03.1918 — 1965       | [ БС 27 ] [ ГС 103 ] [ НЛ 96 ]  |
| 346   | Трифонов Феоктист Андреевич                                                                    | 24.12.1943 | артиллерия   | командир батареи 89-й тяжелой гаубичной артиллерийской бригады разрушения 12-й артиллерийской дивизии 4-го артиллерийского корпуса прорыва РГК в составе 65-й армии Белорусского фронта                                                | старший лейтенант                      | 19.08.1921 — 19.11.1943 | [ БС 28 ] [ ГС 104 ] [ НЛ 97 ]  |
| 347   | Троицкий Геннадий Александрович                                                                | 14.02.1943 | авиация      | командир эскадрильи 721-го истребительного авиационного полка 147-й истребительной авиационной дивизии Рыбинско-Ярославского дивизионного района Московского военного округа                                                           | майор                                  | 07.01.1909 — 24.04.1942 | [ БС 28 ] [ ГС 105 ] [ НЛ 98 ]  |
| 348   | Тростинский Николай Николаевич                                                                 | 24.03.1945 | пехота       | командир 1152-го стрелкового полка 344-й стрелковой дивизии 33-й армии 2-го Белорусского фронта | подполковник                           | 14.05.1919 — 16.08.1944 | [ БС 28 ] [ ГС 106 ] [ НЛ 99 ]  |
| 349   | Трофименко Сергей Георгиевич                                                                   | 13.09.1944 | генерал      | командующий 27-й армией 2-го Украинского фронта | генерал-лейтенант                      | 05.10.1899 — 16.10.1953 | [ БС 28 ] [ ГС 107 ] [ НЛ 100 ] |
| 350   | Трофимов Андрей Трофимович                                                                     | 29.10.1943 | пехота       | помощник командира взвода 836-го стрелкового полка 240-й стрелковой дивизии 38-й армии Воронежского фронта | красноармеец                           | 1911 — 05.10.1943       | [ БС 28 ] [ ГС 108 ] [ НЛ 101 ] |
| 351   | Трофимов Владимир Васильевич укр. Трофімов Володимир Васильович                                | 04.06.1944 | пехота       | стрелок 1255-го стрелкового полка 379-й стрелковой дивизии 6-й гвардейской армии 2-го Прибалтийского фронта | красноармеец                           | 24.04.1925 — 19.01.1944 | [ БС 28 ] [ ГС 109 ] [ НЛ 102 ] |
| 352   | Трофимов Дмитрий Григорьевич                                                                   | 03.02.1940 | —            | помощник по политической части капитана ледокольного парохода «Георгий Седов» Главного управления Северного морского пути | —                                      | 21.09.1906 — 21.01.1959 | ——                              |
| 353   | Трофимов Евгений Фёдорович                                                                     | 22.08.1944 | авиация      | начальник отделения наведения, службы земного обеспечения самолётовождения и помощник штурмана 148-го гвардейского истребительного авиационного полка особого назначения 148-й истребительной авиационной дивизии Северного фронта ПВО | гвардии капитан                        | 14.03.1920 — 18.08.1981 | [ БС 29 ] [ ГС 111 ] [ НЛ 103 ] |
| 354   | Трофимов Иван Андреевич                                                                        | 31.05.1945 | пехота       | наводчик станкового пулемёта 93-го стрелкового полка 76-й стрелковой дивизии 47-й армии 1-го Белорусского фронта | красноармеец                           | 19.09.1924 — 28.04.1945 | [ БС 29 ] [ ГС 112 ] [ НЛ 104 ] |
| 355   | Трофимов Иван Максимович                                                                       | 24.03.1945 | пехота       | командир отделения 1024-го стрелкового полка 391-й стрелковой дивизии 3-й ударной армии 2-го Прибалтийского фронта | сержант                                | 03.05.1904 — 03.02.1975 | [ БС 29 ] [ ГС 113 ] [ НЛ 105 ] |
| 356   | Трофимов Николай Игнатьевич                                                                    | 21.07.1942 | пехота       | стрелок 1075-го стрелкового полка 316-й стрелковой дивизии 16-й армии Западного фронта | красноармеец                           | 09.05.1915 — 16.11.1941 | [ БС 29 ] [ ГС 114 ] [ НЛ 106 ] |
| 357   | Трофимов Николай Леонтьевич                                                                    | 27.06.1945 | авиация      | командир эскадрильи 16-го гвардейского истребительного авиационного полка 9-й гвардейской истребительной авиационной дивизии 6-го гвардейского истребительного авиационного корпуса 2-й воздушной армии 1-го Украинского фронта        | гвардии капитан                        | 15.09.1922 — 01.03.1998 | [ БС 29 ] [ ГС 115 ] [ НЛ 107 ] |
| 358   | Трофимов Фёдор Леонтьевич                                                                      | 13.09.1944 | пехота       | разведчик взвода разведки 681-го стрелкового полка 133-й стрелковой дивизии 40-й армии 2-го Украинского фронта | красноармеец                           | 15.02.1919 — 05.11.1993 | [ БС 29 ] [ ГС 116 ] [ НЛ 108 ] |
| 359   | Трошин Алексей Васильевич                                                                      | 17.11.1943 | пехота       | стрелок мотострелкового батальона 69-й механизированной бригады 9-го механизированного корпуса 3-й гвардейской танковой армии Воронежского фронта                                                                                      | красноармеец                           | 09.04.1925 — 03.04.2008 | [ БС 29 ] [ ГС 117 ] [ НЛ 109 ] |
| 360   | Трошков Александр Данилович                                                                    | 24.03.1945 | пехота       | наводчик пулемёта пулемётной роты 1-го стрелкового полка 99-й стрелковой дивизии 46-й армии 2-го Украинского фронта | красноармеец                           | 1904 — 13.04.1946       | [ БС 30 ] [ ГС 118 ] [ НЛ 110 ] |
| 361   | Троян Надежда Викторовна бел. Траян Надзея Віктараўна                                          | 29.10.1943 | партизан     | активная участница партизанской борьбы в Белоруссии, разведчица и медсестра партизанского отряда «Буря» 4-й партизанской бригады «Дяди Коли»                                                                                           | —                                      | 24.10.1921—07.09.2011   | [ БС 31 ] [ ГС 119 ] [ НЛ 111 ] |
| 362   | Трубачёв Василий Алексеевич                                                                    | 25.07.1941 | пехота       | командир 461-го стрелкового полка 142-й стрелковой дивизии 23-й армии Северного фронта | полковник                              | 01.01.1902—01.06.1964   | [ БС 31 ] [ ГС 120 ] [ НЛ 112 ] |

| Навигационная таблица | Навигационная таблица                |
| --------------------- | ------------------------------------ |
| «Т»                   | Тавадзе Давид — Терешкова Валентина  |
| «Т»                   | Терещенко Василий — Ткаченко Василий |
| «Т»                   | Ткаченко Владимир — Трубачёв Василий |
| «Т»                   | Трубаченко Василий — Тященко Гавриил |